# Mesa los Perdidos
Mesa los Perdidos är en ort i Mexiko.   Den ligger i kommunen Guadalupe y Calvo och delstaten Chihuahua, i den centrala delen av landet, 1 000 km nordväst om huvudstaden Mexico City. Mesa los Perdidos ligger 2 246 meter över havet och antalet invånare är 116.
Terrängen runt Mesa los Perdidos är kuperad norrut, men söderut är den bergig.  Trakten runt Mesa los Perdidos är nära nog obefolkad, med mindre än två invånare per kvadratkilometer. Närmaste större samhälle är Aserradero las Delicias, 11,3 km norr om Mesa los Perdidos. I omgivningarna runt Mesa los Perdidos växer huvudsakligen savannskog.